# ГЕС Hrauneyjafoss
ГЕС Hrauneyjafoss — гідроелектростанція на південному заході Ісландії. Входить до каскаду у сточищі річки Тьйоурсау (Þjórsá), у якому розташована між ГЕС Сігалда та Búðarháls (обидві на Тунґнаа, яка є лівою притокою Тьйоурсау).
Для роботи станції Hrauneyjafoss, введеної в експлуатацію у 1981 році, на Тунґнаа спорудили земляну греблю висотою 15 метрів та довжиною 3000 метрів, яка утворила водосховище Hrauneyjalón площею поверхні 8,8 км2 та об'ємом 33 млн м3. Сюди надходить вода, відпрацьована на ГЕС Сігалда, до якої вона, своєю чергою, потрапляє як з Тунгнаа, так і завдяки деривації з її правої притоки Kaldakvísl та верхів'я головної річки басейну Тйоурсау.
Від Hrauneyjalón прокладено канал довжиною 1 км, що переходить у напірні водоводи до машинного залу ГЕС. Останній обладнаний трьома турбінами типу Френсіс потужністю по 70 МВт, які при напорі 88 метрів забезпечують виробництво 1,3 млрд кВт·год електроенергії на рік.
Відпрацьована вода по відвідному каналу довжиною 1,1 км раніше скидалась у річище Тунгнаа, проте з 2014 року потрапляє до водосховища наступної станції каскаду ГЕС Búðarháls.